# 日本胸棘鯛
日本胸棘鯛又稱日本燧鯛，是輻鰭魚綱金眼鯛目燧鯛亞目燧鯛科的其中一種。分布於西北太平洋區的日本海域，從相模灣至南部海域，屬深海魚類，棲息深度336至605公尺，體長可達12.6公分。